# Alexander Rödiger
Alexander Rödiger (ur. 14 maja 1985 w Eisenach) – niemiecki bobsleista, srebrny medalista olimpijski oraz czterokrotny medalista mistrzostw świata.

## Kariera
Występy w Kanadzie były jego debiutem na igrzyskach. Medal zdobył wspólnie z André Lange, Kevinem Kuske i Martinem Putze. W 2009 sięgnął po srebro mistrzostw świata, również w bobie Lange.
Sportową karierę zaczynał od lekkoatletyki, specjalizował się w pchnięciu kulą (rekord życiowy 16.25) – w 2004 był w tej konkurencji wicemistrzem kraju w kategorii juniorów, a podczas mistrzostw świata juniorów zajął 16. miejsce w eliminacjach i nie awansował do finału.